# Dichotomius horridus
Dichotomius horridus är en skalbaggsart som beskrevs av Felsche 1911. Dichotomius horridus ingår i släktet Dichotomius och familjen bladhorningar. Inga underarter finns listade i Catalogue of Life.